# دوپ ریس
دوپ ریس (انگلیسی: Duop Reath؛ زادهٔ ۲۶ ژوئن ۱۹۹۶) بازیکن بسکتبال سودانی‌تبار اهل استرالیا است.
وی در مسابقات کشوری و بین‌المللی در مجموع برندهٔ ۱ مدال برنز شده‌است.